# Gerald Bradshaw
Gerald (George) Arthur Bradshaw (ur. 24 października 1880, zm. 14 września 1955) – brytyjski zapaśnik walczący w obu stylach. Olimpijczyk z Londynu 1908, gdzie zajął dziewiąte miejsce w wadze średniej.

## Letnie Igrzyska Olimpijskie 1908

### Waga średnia, styl klasyczny
| Konkurencja          | Rundy eliminacyjne | Rundy eliminacyjne          | Klas. końcowa |
| Konkurencja          | 1/16               | 1/8                         | Miejsce       |
| -------------------- | ------------------ | --------------------------- | ------------- |
| 73 kg styl klasyczny | Wolny los Z        | Frithiof Mårtensson (SWE) P | 9.            |

### Waga średnia, styl wolny
| Konkurencja      | Rundy eliminacyjne  | Klas. końcowa |
| Konkurencja      | 1/16                | Miejsce       |
| ---------------- | ------------------- | ------------- |
| 73 kg styl wolny | Edgar Bacon (GBR) P | 9.            |